# Lilium ledebourii
Lilium ledebourii är en liljeväxtart som först beskrevs av John Gilbert Baker, och fick sitt nu gällande namn av Pierre Edmond Boissier. Lilium ledebourii ingår i släktet liljor, och familjen liljeväxter. Inga underarter finns listade.

## Bildgalleri

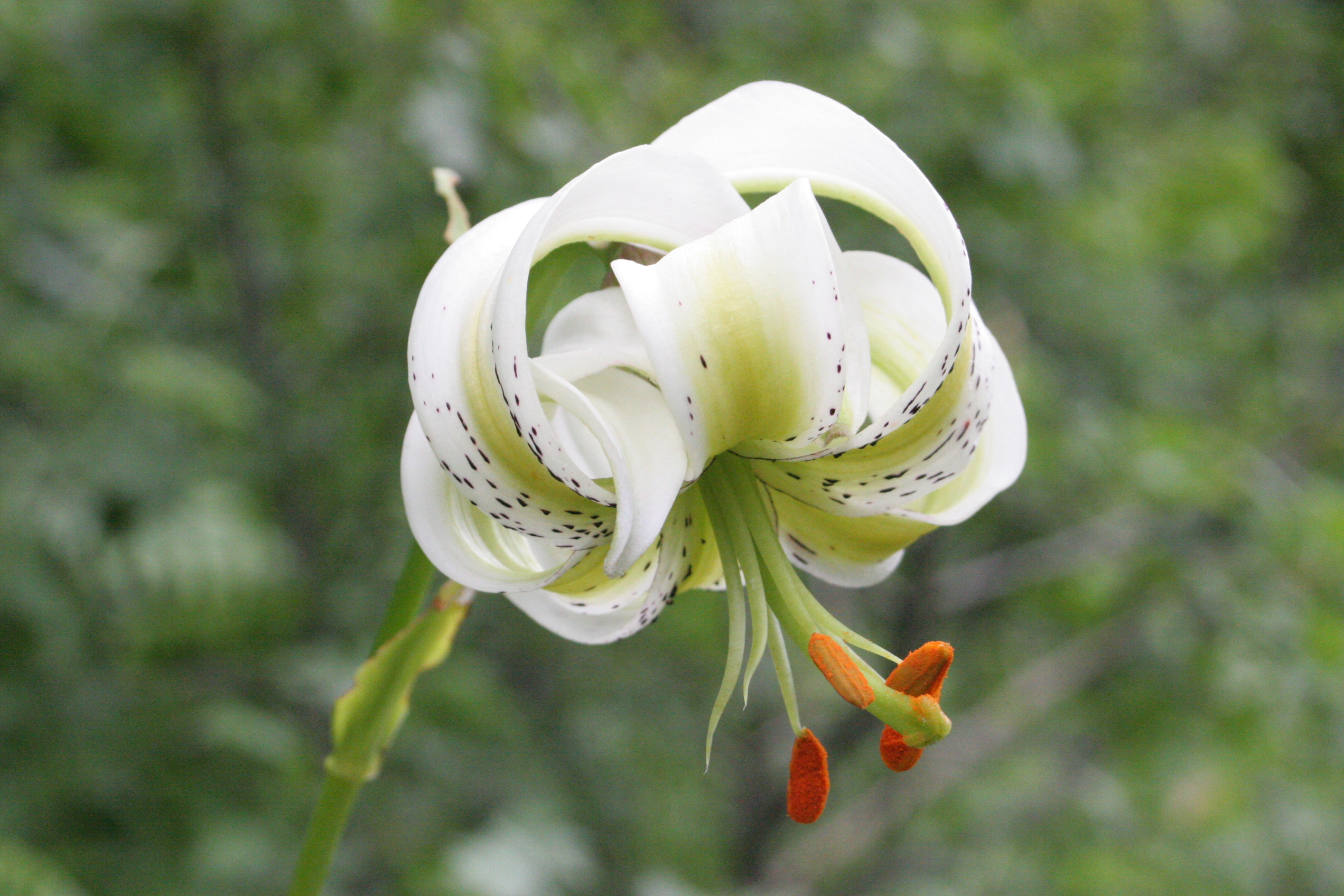
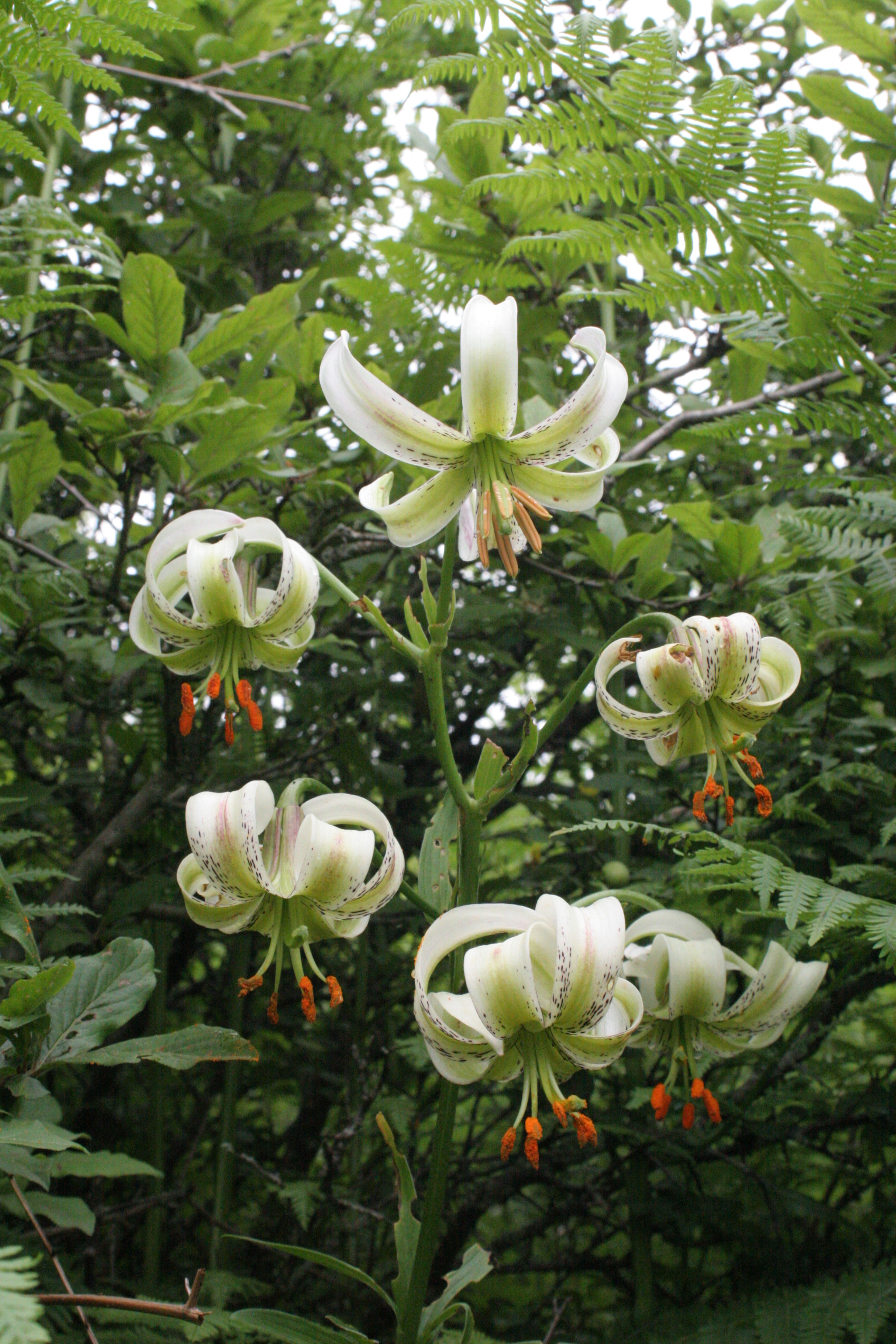
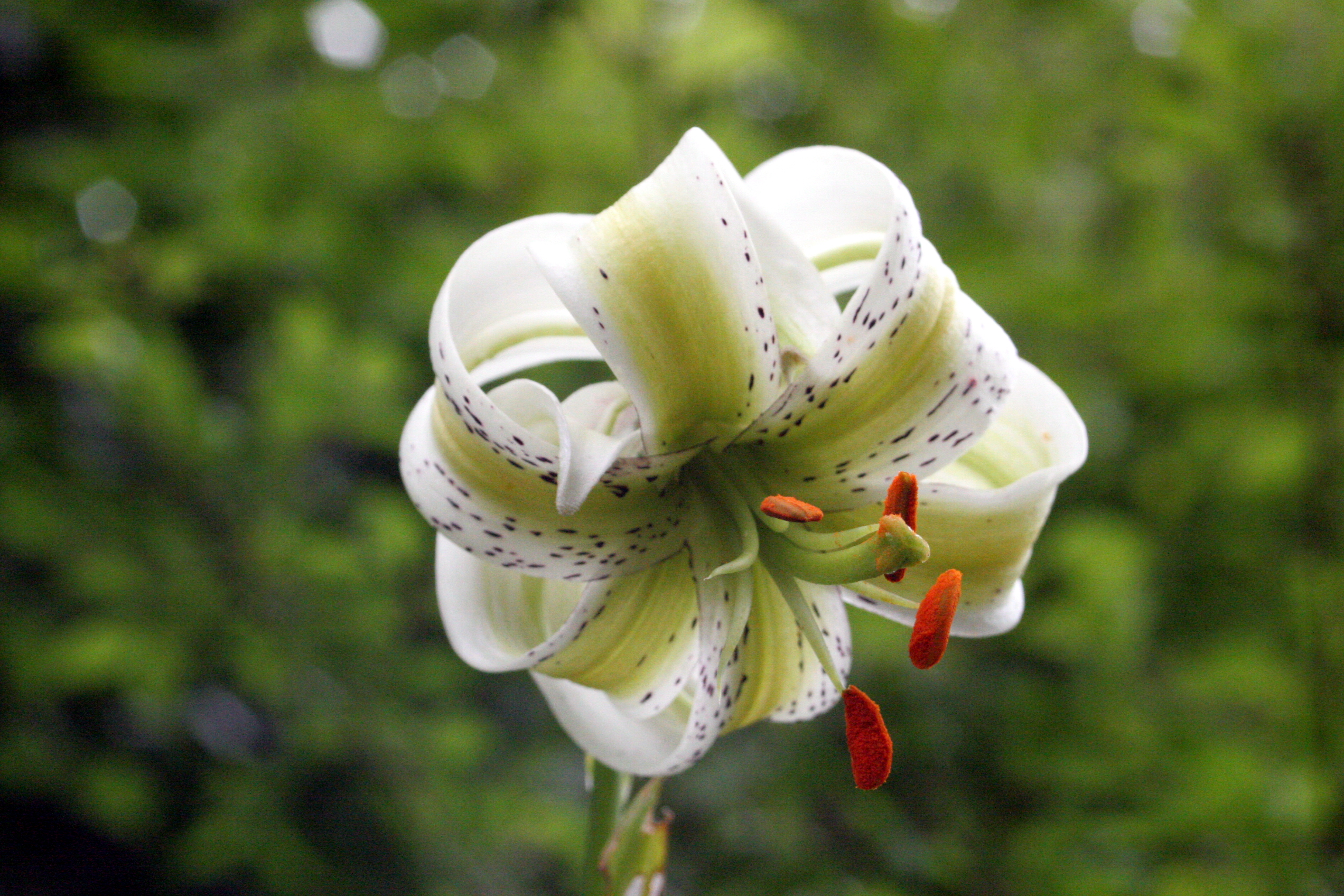